# Золоті трембіти
«Золоті трембіти» — міжнародний конкурс-фестиваль сучасної української пісні. Проводиться з 1991 щорічно в Трускавці, Моршині, Жидачеві, Ходорові (Львівська область), Тернополі, Івано-Франківську, Ужгороді та інших містах України.

## Засновники конкурсу
Ініціатором (з 1991 р.), а пізніше впродовж 15 років організатором і натхненником конкурсу був композитор Богдан Янівський.

## Параметри конкурсу
Конкурс проводився з участю конкурсантів різної вікової категорії (учнів шкіл, студентів середніх та вищих музичних навчальних закладів, артистів, солістів обласних філармоній Донецька, Луганська, Львова, Черкас, Одеси, Братислави (Словаччина), Лерніци (Польща), Челябінська, Москви, Можайська (Росія), Мінська (Білорусь) та ін.).

## Основні учасники та переможці
Конкурс «Золоті трембіти» став стартовим сходженням для багатьох сучасних українських виконавців: Таїсії Повалій, Мар'яна Шуневича, Павла Мрежука, Інесси Братущик, Марини Одольської, Степана Гіги, Анички (Анни Чеберенчик), Олесі Киричук, Остапа Стахіва, Івана Дерди, Тетяни Халаш (Онасенко), Ореста Цимбали, тріо «Либідь», дуету «Писанка», тріо бандуристок «Мальви», гурту «Чарівна», Валерія Григораша, Михайла Хоми («Дзідзьо»). Фестиваль дав дорогу сотні молодих перспективних співаків, серед яких була і юна Тетяна Ліберман — Тіна Кароль. Лауреатом першого конкурсу став сьогодні народний артист України Михайло Кривень. Лауреатом Першої премії другого конкурсу «Золоті трембіти» став Богдан Косопуд, нині заслужений діяч мистецтв України, професор кафедри сольного співу ЛНМА ім. М.Лисенка.